# Pico Aneto
El Aneto es el pico más elevado de los Pirineos y el segundo más alto de la península ibérica, con una altitud de 3404 metros sobre el nivel del mar. Se encuentra situado en el Parque natural Posets-Maladeta, en el municipio español de Benasque, provincia de Huesca, comunidad autónoma de Aragón.
Forma parte del macizo de la Maladeta y, situado en el valle de Benasque, está constituido por terrenos paleozoicos de naturaleza granítica y materiales mesozoicos. En su cara norte, a partir de los 2810 m aproximadamente, se encuentra el mayor glaciar de los Pirineos, con unas 100 ha de superficie, que está, al igual que muchos en el mundo, en franca regresión como consecuencia del cambio climático (se calcula que en los últimos 100 años ha perdido más de la mitad de su superficie, y que en 30 o 40 años puede llegar a desaparecer).

## Historia

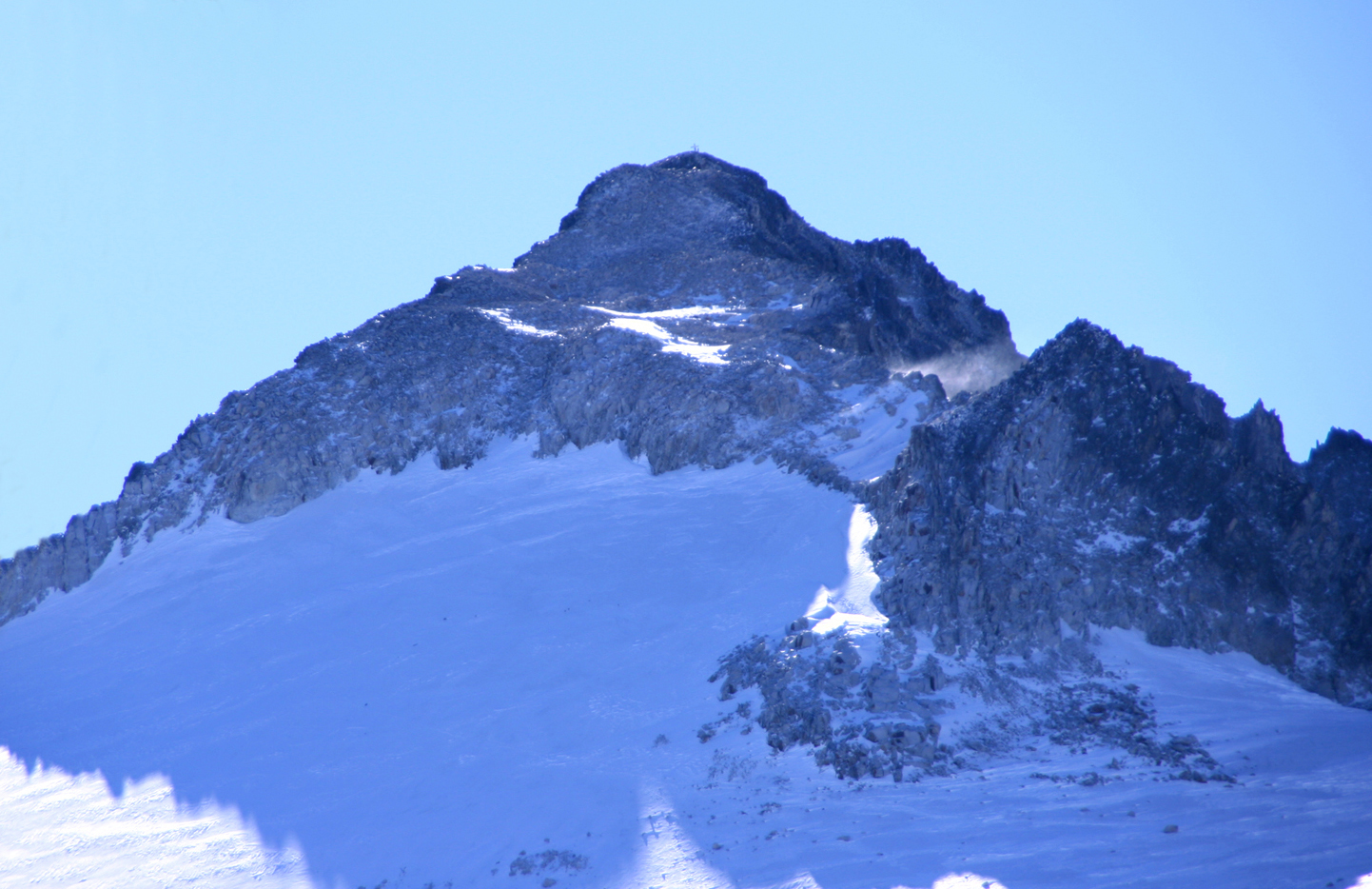
Cima del Aneto

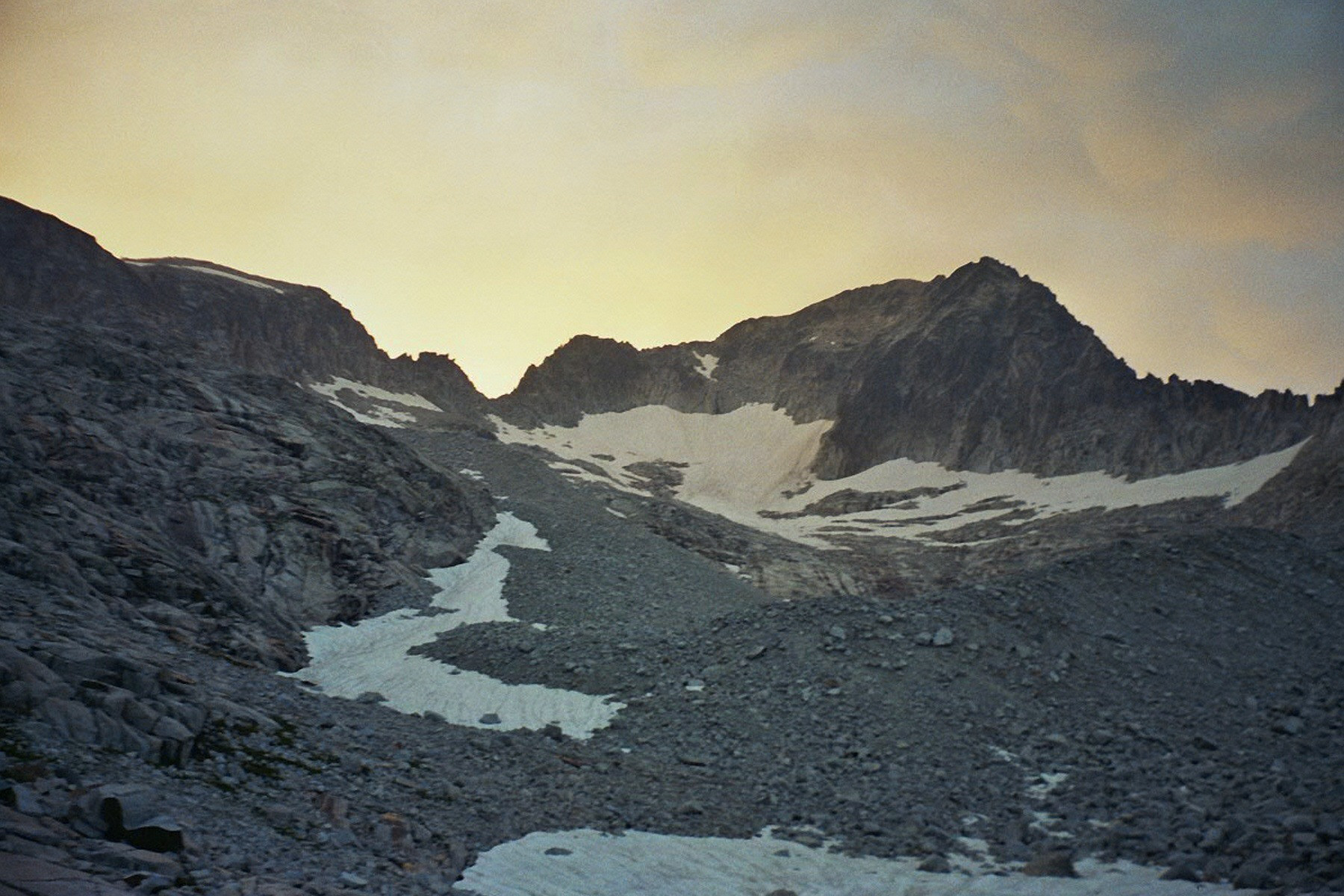
Cima del Aneto vista desde el ibón Medio de Coronas

Inicialmente, la gran aglomeración de granito estaría carente incluso de nombre. Existen indicios de que los pastores y cazadores que lo percibían lo designaban como Malheta o Malahita, o Punta desde los valles del sur. El primer viajero culto que lo avistó desde el puerto de Benasque, Louis Ramond de Carbonnières, se limitaría a describir en 1787 su aspecto de aguja de hielo. Finalmente, la máxima cota del Pirineo acabaría heredando el nombre de un pequeño pueblo de su costado oriental: Aneto.
Los franceses, al oír pronunciar Aneto a los españoles, retuvieron las dos últimas sílabas fonéticas claramente acentuadas, "ne" y "tu", ignorando la primera sílaba "a". Al transcribirlo, se originó su nombre francés: "Netou”, a pesar de que cima y laderas se encuentran plenamente en territorio español. Varios mapas de cartógrafos galos posteriores asentaron el topónimo hasta referirse al pico como “Nethou”, nomenclatura utilizada en la actualidad. No es esta la única denominación existente en el país vecino. Nelto, Nettou, Anetthou, Annetton, Anelthou, Nethom o Aréthon son otras variantes históricas que aún persisten.

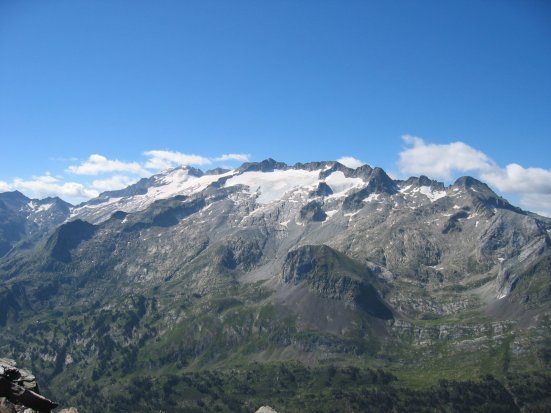
Vista del macizo desde la entrada al valle por Francia, donde la Maladeta vela la mayor altura del Aneto y su glaciar

Al oeste del Aneto se encuentra la Maladeta, que sin estar entre los cinco picos más altos del entorno, se apropió del topónimo que aludía a todo el macizo, ya que desde la entrada natural al valle o al llegar desde Francia, su cima queda en primer plano, mientras que la cresta de los portillones oculta la verdadera dimensión del Aneto, más alto y con mayor glaciar. Solo una vez que Friedrich von Parrot alcanzara en 1817 la cima de la Maladeta, se supo que tanto el Aneto como sus vecinos el Pico del Medio, la Punta Astorg, el Pico Maldito y la Aguja Schmidt Endell eran de mayor altura que la Maladeta. Hasta entonces, el Monte Perdido había sido considerado el más alto de la península ibérica. Sin embargo, tampoco destaparse como el techo del Pirineo otorgó al monte la fama, pues varios desastres en los glaciares, algunos mortales, disiparon el interés por coronarlo. De hecho, la muerte de Luchon Barrau (considerado el decano y máximo experto de la zona) en una grieta del hielo de la Maladeta provocó una auténtica conmoción, y los naturales de la zona, ya muy temerosos de aventurarse por el glaciar, cogieron auténtico pánico a aquella montaña, que consideraban maldita.
Finalmente, el 20 de julio de 1842, Platon de Tchihatcheff (Чихачёв, Chikhachev), militar ruso que veraneaba en Bagnères-de-Luchon, y Albert de Franqueville, botánico normando, ascendieron a la cima en una ruta que, con tres días de duración, esquivó deliberadamente todos los glaciares del camino. Iban acompañados por los guías Pierre Sanio de Luz, Bernard Arrazau, Pierre Redonnet y Jean Sors. Albert de Franqueville bautizó el paso final a la cumbre como "puente de Mahoma", conforme, según se cree, a la leyenda musulmana que dice que la entrada al paraíso es tan estrecha como el filo de una cimitarra sobre la que solo pasan los justos. Arriba, Tchihatcheff quiso abrir una ruta más directa de vuelta a través del glaciar, pero sus acompañantes se negaron en redondo, obligándole a ceder. Cuatro días más tarde realizó un segundo ascenso con otro grupo, persiguiendo el mismo objetivo que sus primeros compañeros le habían negado. Al atravesar el portillón, a la vista de las grietas que surcaban el glaciar, a punto estuvo de estallar un motín, pero finalmente, después de atarse todos a una gran maroma, atravesaron las simas y el paso de Mahoma fue derrotado por segunda vez.

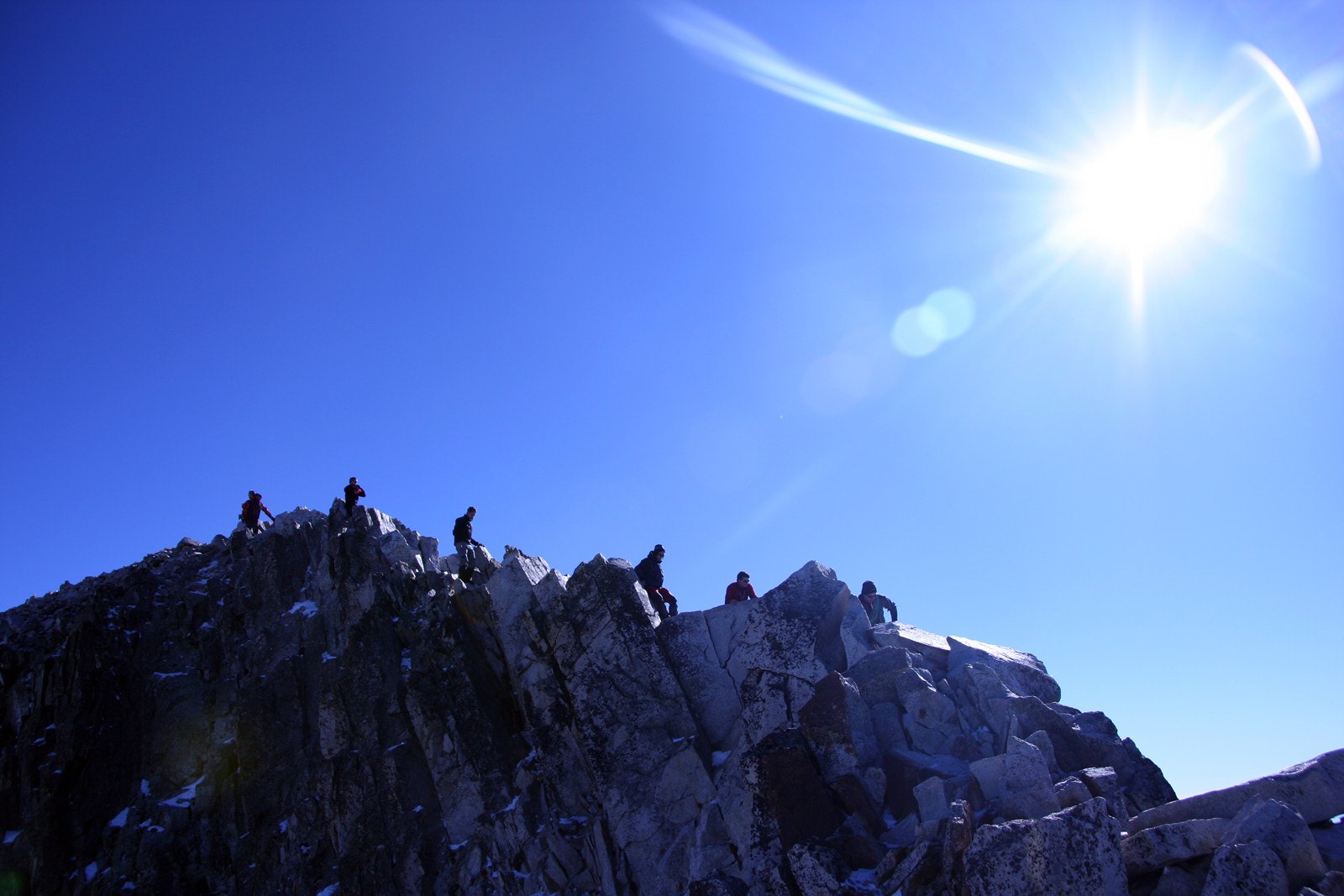
Alpinistas negociando el paso de Mahoma

A partir de entonces el Aneto entraría en la dinámica de divulgación y popularización de las cumbres del Pirineo. En Francia, su ascensión se convirtió en una gran clásica y todo turista termal de Bagneres de Luchon tenía que intentarla. Reflejo de aquel momento es el libro de Henry Spont, titulado simplemente Le Néthou, donde describe la excursión, el horario y el material aconsejable.
En 1866 Henry Russell diseñó un recorrido innovador por el glaciar de Barrancs, al este, con la intención de evitar la cara norte. No consiguió llegar a la cima: el pico que hoy lleva su nombre le negó el ascenso por dos veces. Sería José Nariño, en 1879, quien consiguiera por primera vez descerrojar la cara sur del Aneto. Hacia 1935 ya se habían abierto todas las rutas de dificultad.
A principios del siglo XX se inauguró el refugio de la renclusa, creación del barcelonés Juli Soler. Poco después, un rayo acabó con la vida del guía benasqués José Sayó y su cliente, sobre el paso de Mahoma, en 1916.
La localización del Aneto en el área de transición lingüística entre las lenguas catalana y aragonesa ha creado cierta disputa en la simbología. Tras la cruz de Sayó de 1917, el Centro Excursionista de Cataluña alzó una gran cruz en 1951, correspondida con una Virgen del Pilar en 1956 y por un San Marcial en 1981. Ninguno de esos monumentos tiene una conservación fácil debido a las inclemencias del tiempo y la lucha simbólica de trasfondo.
Debido a su particularidad orográfica como cúspide de los Pirineos, a la variedad de fauna y flora debida al enorme desnivel de sus valles, al impecable estado de conservación ecológica y, sobre todo, a la sensibilidad de los glaciares de sus cumbres (los más meridionales de Europa), fue declarado parque natural en 1994 junto a todo el macizo de la Maladeta y Posets y parte del monumento natural de los Glaciares Pirenaicos .
De cara al futuro, el Aneto está a la espera de la novedad más importante de su historia reciente, la desaparición de sus glaciares. Los más pesimistas señalan 2050 como fecha de caducidad de las 100 hectáreas que restan de las más de 250 de 1842.
A mediados de octubre de 2018 la cruz del Aneto fue víctima de un acto de vandalismo, siendo pintada de amarillo, por lo visto para reclamar la independencia de Cataluña. La guardia civil se trasladó al lugar mediante helicóptero para investigar llevando un equipo para restaurar la cruz. Este acto de vandalismo suscitó el rechazo público de varias organizaciones y partidos políticos.

## Geografía

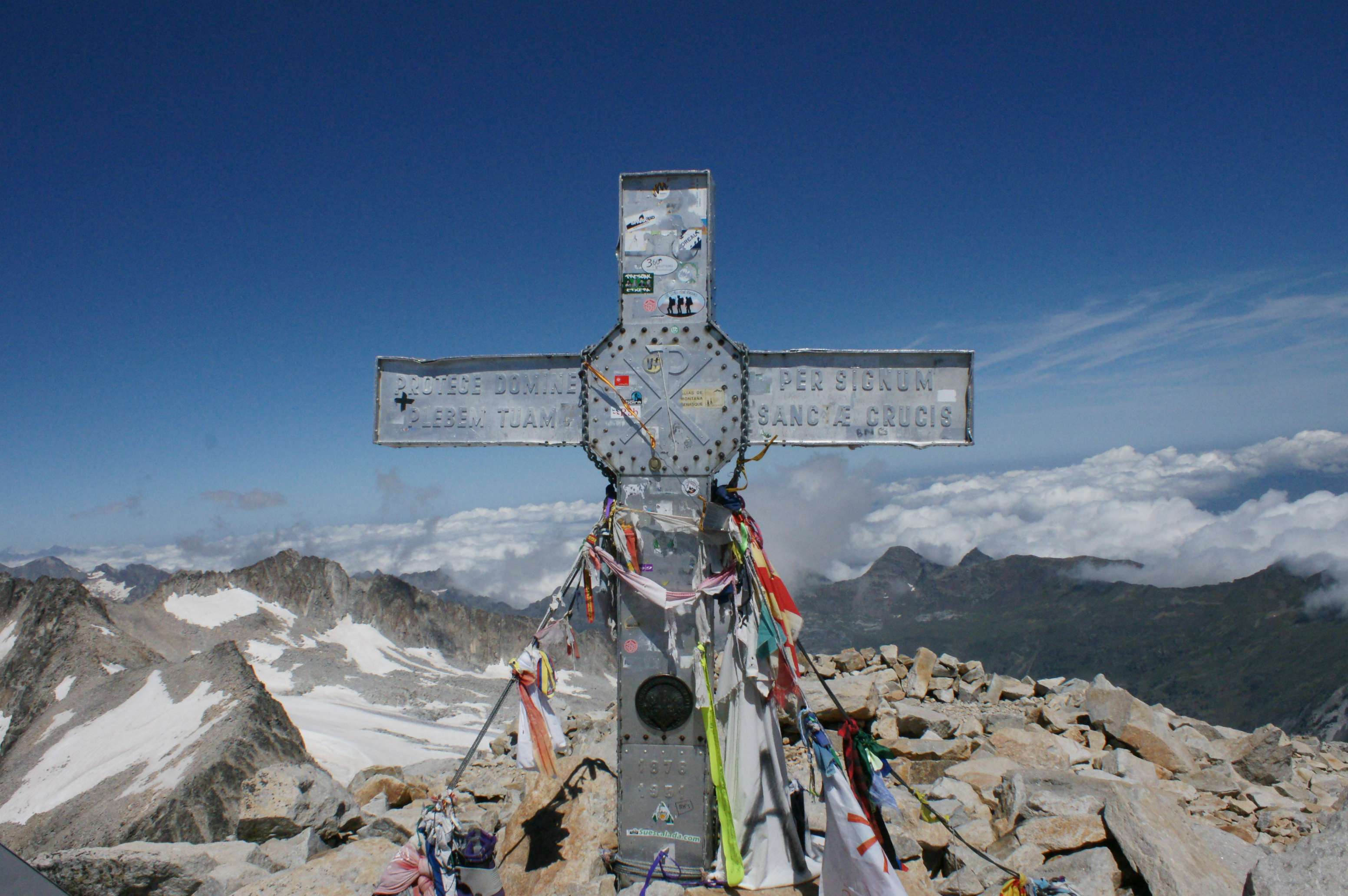
Cruz en la cima del Aneto

Se eleva hasta los 3404 metros sobre el nivel del mar en el centro de los Pirineos, cordillera cuyos territorios recorren casi por completo la frontera entre Francia y España. La cima se encuentra en el noreste de la provincia de Huesca y ocupa el extremo oriental de los Montes Malditos. La arista que lo une con la célebre Maladeta, más al oeste, sobrepasa los 3000 metros de altitud, y despunta en una hilera de picos denominada Coronas, que, junto a la cresta de los portillones, otorga al macizo su imagen tan característica.
Aunque el valle supone el nacimiento del río Ésera, de vertiente sur, las nieves del Aneto y su glaciar se filtran por una gran sima en Aigualluts para desembocar en el valle de Arán y el río Garona, con destino a Francia. Las aguas de sus caras occidental y meridional, por el contrario, se reúnen en los ibones Superior, Medio e Inferior, para descender después hasta el río Ballibierna una vez superado el Ibonet de Coronas.
El macizo de la Maladeta, que supone la mayor concentración de tresmiles del Pirineo (ciento seis, más de la mitad de toda la cordillera), se encuentra rodeado por valles que ascienden hacia elevados pasos naturales, hoy casi en desuso. Un collado de más de 2500 metros, coronado por el característico Perdiguero, separa al pico de territorio francés y del valle de Arán. El lado español, más ancho y más compacto y, por lo tanto, de más difícil acceso, queda separado del piedemonte por los congostos y barrancos de los macizos de Posets y Maladeta. Tan solo dos valles más al sur, se levanta la estación de esquí alpino de Cerler.

## Glaciares

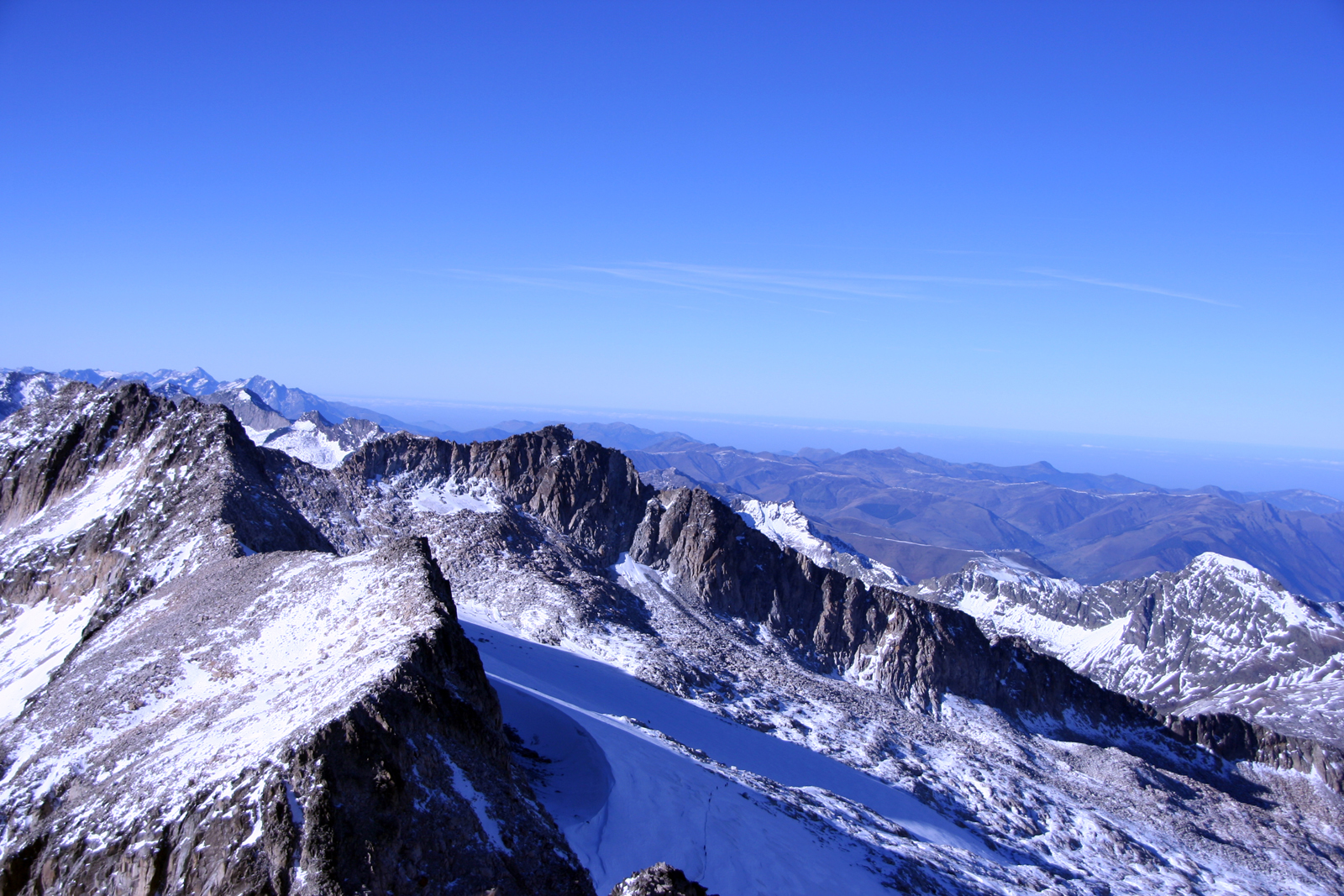
Glaciar del Aneto y vista de la cresta de los portillones desde la cima. Se puede observar las decenas de metros de espesor del glaciar al pie de Coronas.

Tal aglomeración de cumbres, todas ellas de carácter marcadamente alpino, es la cuna de los que fueron en su día los más grandes glaciares del Pirineo, que llegaron hasta la boca del Congosto de Ventamillo con grosores de hielo de varios centenares de metros. Hoy día, el calentamiento de la tierra ha reducido aquella masa portentosa a once heleros que sólo suman trescientas hectáreas de superficie. No se sabe con certeza el comienzo del proceso de deshielo, pero sí que en la actualidad se ha acelerado vertiginosamente, y se prevé que a partir de mediados del siglo XXI puedan desaparecer los hielos perpetuos del Aneto y de todo el Pirineo.
En las laderas del monte moran tres glaciares: el mayor, llamado glaciar del Aneto, al norte; el de los Barrancos, junto al de las Tempestades, al noreste; y el de las Coronas o glaciar Coronado, al sur.
El resto no se pueden definir como glaciares sin entrar en polémicas, ya que han perdido toda movilidad y no se comportan como tales. Habría que citar aquí los heleros de Cregüella, Alba y Salenques, en importante estado de retroceso. No obstante, aun considerándolos como neveros, su pasado glaciar los ha mantenido hasta la fecha y está previsto que su corazón de hielo aguante décadas.
En la actualidad, el descenso de la innivación durante el invierno y el aumento de la temperatura en verano dificultan enormemente su supervivencia. En los años anteriores a 2006 tuvo lugar el mayor retroceso de los glaciares pirenaicos, a excepción de los orientados al sur, sobre los que quedó acumulada la nieve por los temporales de componente norte. En 2007 y 2008, sendas primaveras húmedas trajeron nieve abundante a los tresmiles del pirineo. Después, dos veranos no especialmente cálidos y algunas nieves tempranas en otoño de 2007 otorgaron un respiro a los glaciares del Aneto y del resto de los Pirineos.

## Flora

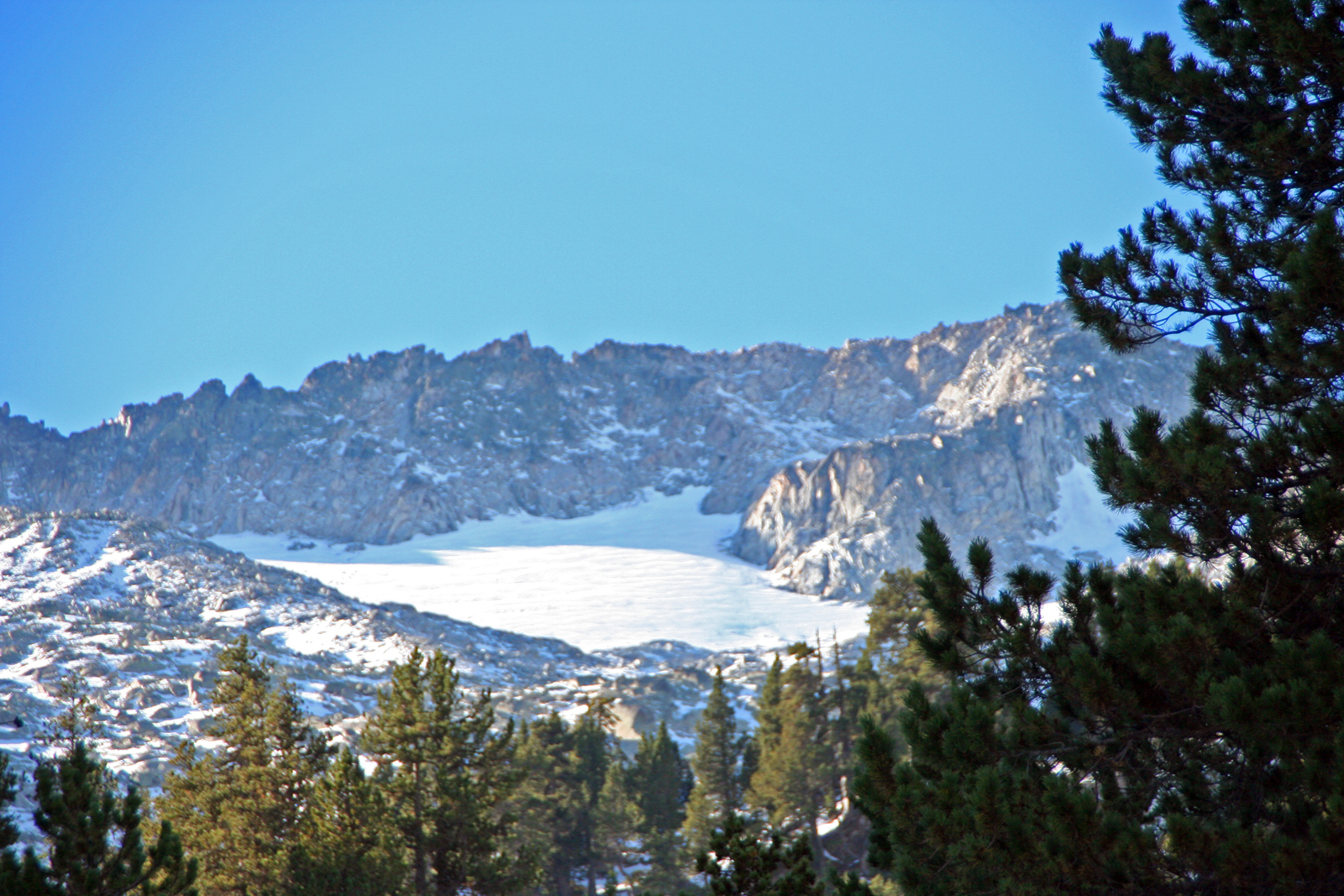
Bosque de pinos al pie del macizo de la Maladeta

La singularidad del macizo y su atractivo ha propiciado el abandono casi total de las actividades agrícolas y ganaderas, sustituidas por las turísticas. La flora del entorno, por lo tanto, goza de una impecable conservación, en especial en laderas y macizos, cuyos bosques permanecen en estado primario.

### Piso nival o alpino superior
Esta capa, que alcanza los 3404 metros de altitud, es la que más dificultades presenta para el desarrollo de la vida. Las duras condiciones atmosféricas que han de soportar las plantas en lo alto de los picos, cimas y crestas requiere el desarrollo de una extraordinaria capacidad de adaptación. Existe una serie de factores a soportar como la fuerte insolación, bajas temperaturas y cortos ciclos vegetativos ante la presencia de nieve la mayor parte del año.
Carente totalmente de vegetación arbórea, se encuentra colonizado por no más de 100 especies vegetales, además de líquenes y algas microscópicas. El 20 % de estas especies son endémicas del Pirineo. A destacar la presencia de la Androsace vandelli, que asciende hasta los 2800 metros, y la Silene acaulis.

### Piso alpino
En las zonas inferiores y medias del piso alpino (desde los 2200 metros) el suelo es de hierba, constituyendo el tradicional pasto ganadero veraniego. El mundo de las flores que habitan aquí es amplio: nomeolvides, flor de las nieves, flor del viento, lirio pirenaico, borderea pirenaica, gencianas, orquídeas, saxifraga púrpura, regaliz de montaña, etc.

### Subalpino
Desde los 1600 hasta las 2200 metros. Lo componen los bosques de pino negro, masa forestal de tipo taiga. Se encuentra en asociación con el rododendro y los arándanos, formando un bosque ombrófilo.

### Vegetación húmeda
Se da en la parte baja del valle, hasta los 1600 metros de altitud donde las nieblas son frecuentes. Consiste en hayedos (escasos), abetales y masas arbóreas mixtas de caducifolias junto a bosques de ribera, formados por fresnos, sauces y álamos principalmente.

## Fauna

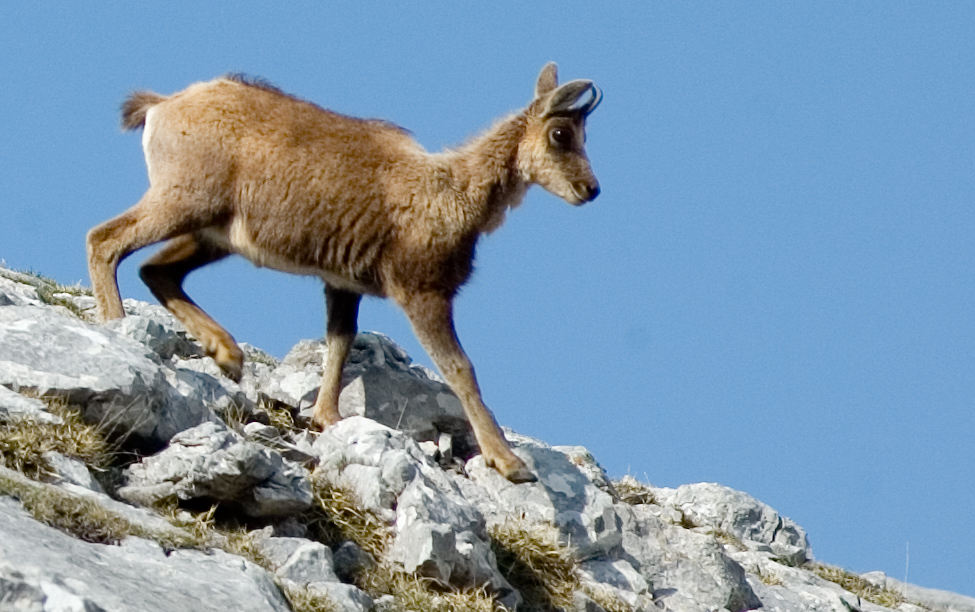
Cría de rebeco

Los alrededores del Aneto, con sus variados ecosistemas, encierran una biodiversidad animal elevada. Cada capa vegetal alberga una fauna singular y claramente diferenciada del resto.
En alta montaña conviven la perdiz nival, el treparriscos, el pequeño acentor alpino, la marmota, la salamandra común y el topillo nival. En media montaña puede verse al sarrio o rebeco pirenaico, al águila real o a los blancos armiños. Los bosques densos son el hábitat de los picos picapinos, del azor, del cuco y de un sinfín de avecillas.

### Entre la amenaza y la extinción
Algunas de las especies animales que en su día se fueron extinguiendo en gran parte de la península ibérica o de Europa siguen existiendo en los bosques, ríos, acantilados y rincones inaccesibles de los Pirineos. En muchos casos su presencia es señal del buen estado de conservación del entorno, aunque la mayoría se encuentra en situación crítica de supervivencia.

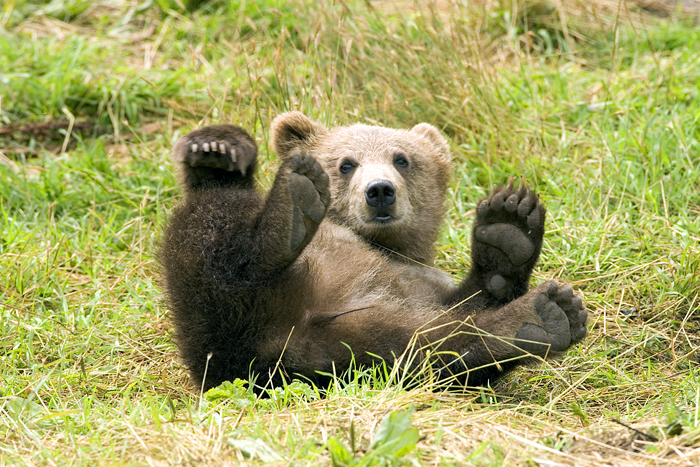
Oso pardo

Hace décadas de la desaparición del oso pardo en el macizo y en la mayor parte de la cordillera. Tan solo de dos a tres osos quedan en la vertiente sur de los Pirineos, concretamente en los valles occidentales del alto Aragón. En los valles galos próximos de Aspe y Ossau hay una población máxima de once ejemplares. Los ataques al ganado o la presencia de huellas y rastros son, normalmente, los únicos indicios de su presencia, pues verlo es prácticamente imposible.
El lince boreal, similar al ibérico, sufrió una gran regresión en toda Europa, que lo llevó a la extinción en los macizos centrales, como el de la Maladeta. En los bosques de media montaña de las sierras exteriores pirenaicas es todavía probable su existencia. El bioparque del valle de Tena ha logrado su reproducción en cautividad recientemente.
De la musaraña alpina solo se tienen tres referencias en el macizo de la Maladeta, todas ellas a finales del siglo XIX, por encima de los 2000 metros de altitud. Su existencia es una incógnita para biólogos y naturalistas.
La cabra montesa del pirineo, o bucardo, tuvo hace siglos una extensa distribución. Sin embargo, la caza arrinconó a esta especie en la umbría del valle de Ordesa. No se tiene constancia de más de tres ejemplares, los únicos en todo el mundo.
El quebrantahuesos, mitad águila y mitad buitre, tiene en el pirineo aragonés las mayores poblaciones de todo el Paleártico occidental.
Los hayedos, abetales y masas de pino negro con abundante sotobosque de rododentros de Aneto-Maladeta, Posets y Cotiella conforman el hábitat idóneo del urogallo.
Su pariente cercana, la perdiz nival, quedó arrinconada en los pisos más elevados y cumbres del macizo al retroceder los hielos de las glaciaciones cuaternarias.
La nutria todavía vive en las aguas del alto Ésera, aunque la contaminación fluvial, la destrucción de riberas y el barranquismo han llevado a su especie a una situación crítica.

## Primeras ascensiones

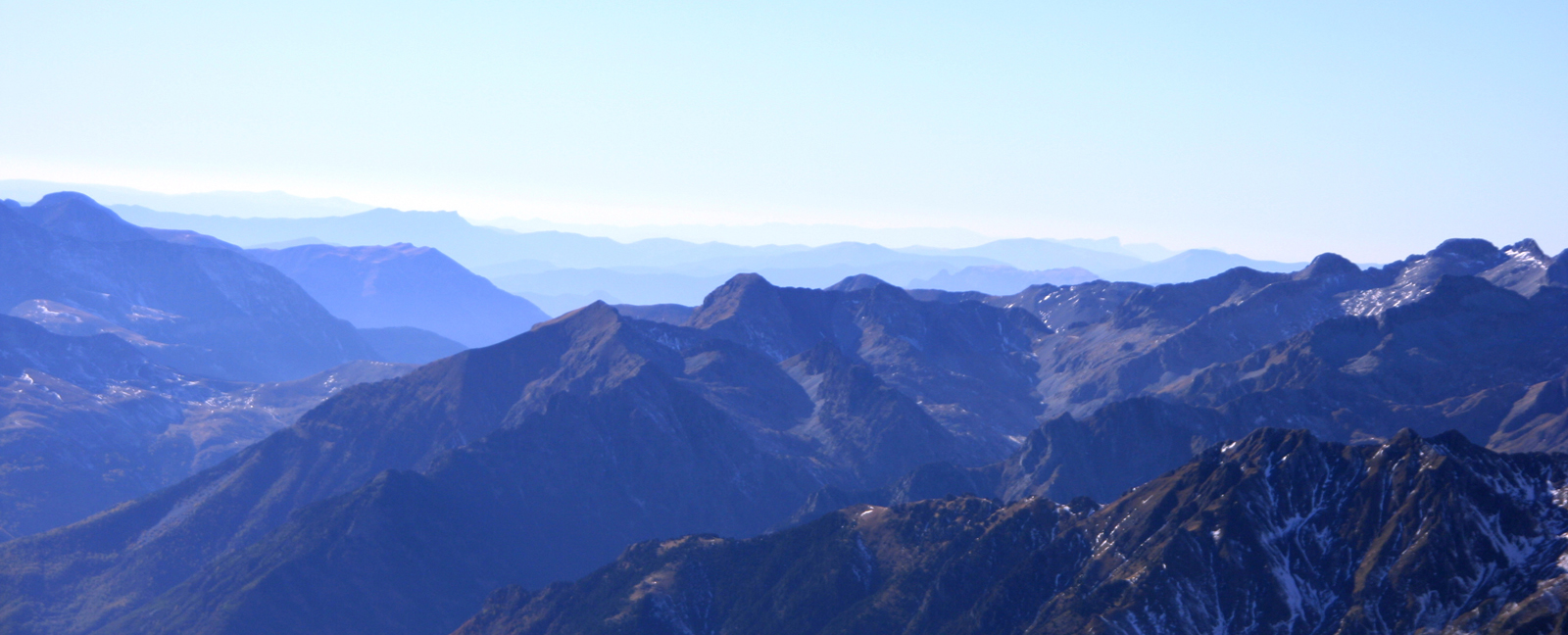
Vista del pirineo suroccidental desde la cima del Aneto

A continuación se exponen los nombres de los pioneros en cada disciplina:
- por el valle de Coronas: Platon de Tchihatcheff, Albert de Franqueville, Jean Sors Argarot, Pierre Sanio, Bernard Arrazau Ursule, y Pierre Redonnet Nate (20 de julio de 1842);
- por el glaciar del Aneto: Platon de Tchihatcheff, Auguste Laurent, Pierre Sanio, Bernrad Arrazau Ursule y Pierre Redonnet Nate (24 de julio);
- femenina absoluta: Ernestine Tavernier (10 de agosto de 1849);

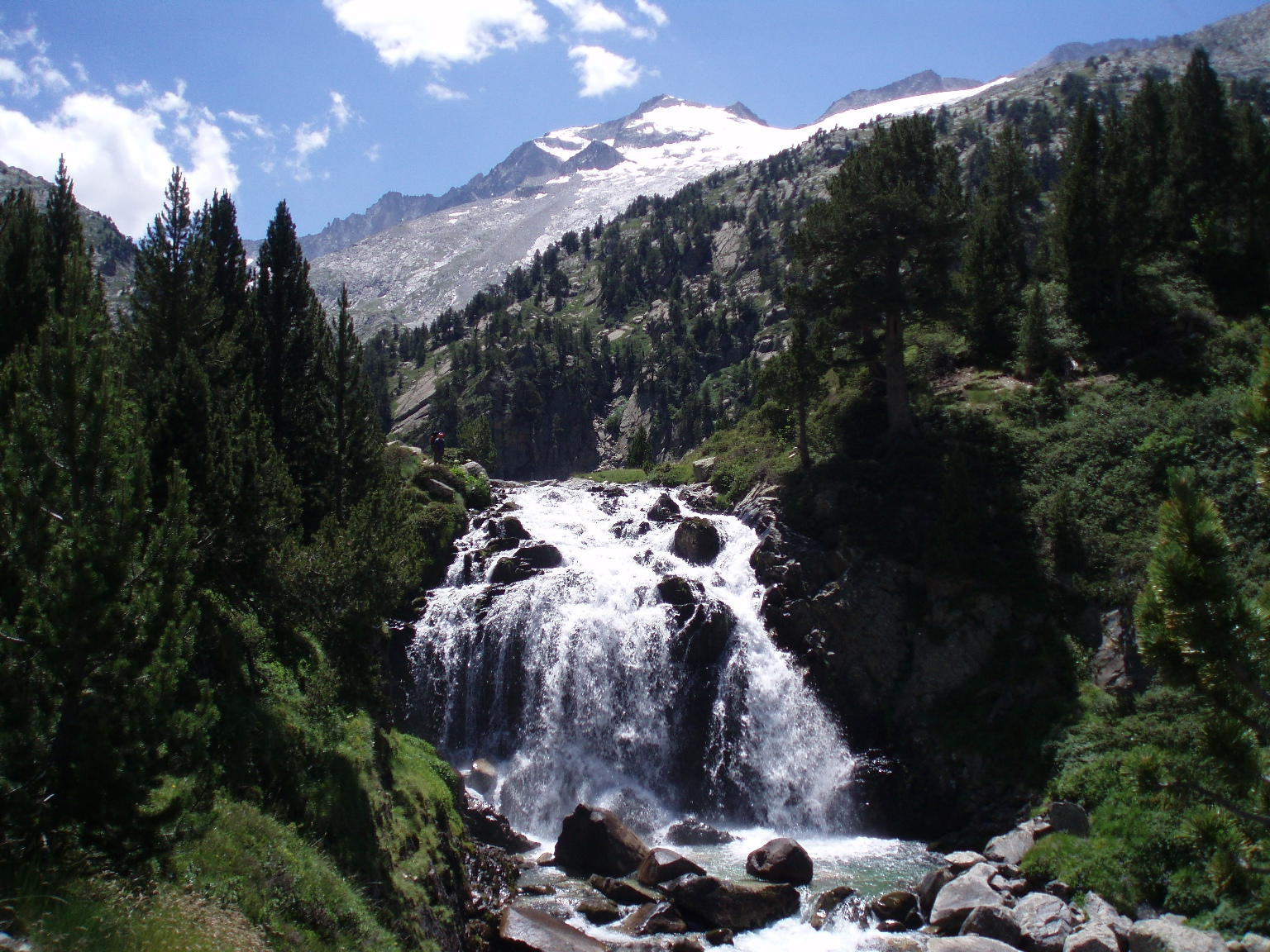
Vista del Aneto desde la cascada de Aigualluts.

- española: Jean Manuel y Fraçoise Manuel de Harreta (agosto de 1855);
- pernocta en la cima: Henry Russell, capitán Hoskins y Jean Capdeville (17 de julio de 1865);
- en solitario: Henry Russell (9 de agosto de 1871);
- por el valle Barrancs: Henry Russell, Firmin Barrau y César Cier (7 de julio de 1876);
- invernal: Roger de Monts, Bertrand y Barthèlèmy Courrèges y Victor Paget Chapelle (12 de marzo de 1879);

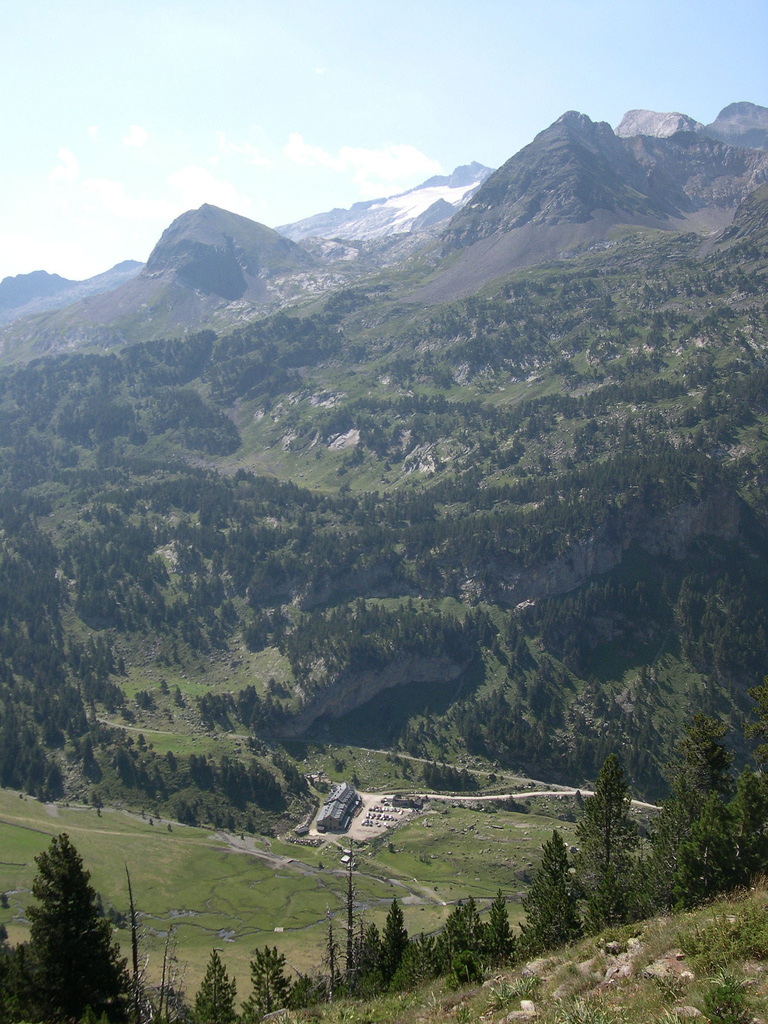
Llanos del hospital con la cima al fondo.

- por la cara sur: José Nariño, Jean Haurillon y Pierre Cantaloup (1 de septiembre de 1879);
- por la Espalda del Aneto: Georges, Henryi, Albert, Édouard y Charles Cadier (8 de agosto de 1901).
- femenina española: Montserrat Mestre de Baladia (19 de septiembre de 1902).
- con esquís: Louis Falisse, Maurice Heïd, Louis Robach y Charles Aubry (4 de abril de 1904).
- por la arista de los Descalzos: Jaume Oliveras y Antoni Arenas (24 de julio de 1906).
- por la cresta de Llosás: Henri y Roger Brulle, y Germain Castagné (16 de julio de 1913).
- por la cresta nordeste: René Grange y Pedro Borés (14 de julio de 1934).
- por la cara norte: Jean Escudier, Jean-Victor Parant y Jean Grelier (6 de septiembre de 1935).
- En completa autonomía dejada del Océano Atlántico por Louis-Philippe Loncke (19 de agosto de 2020)[14]

## Rutas para alcanzar la cima

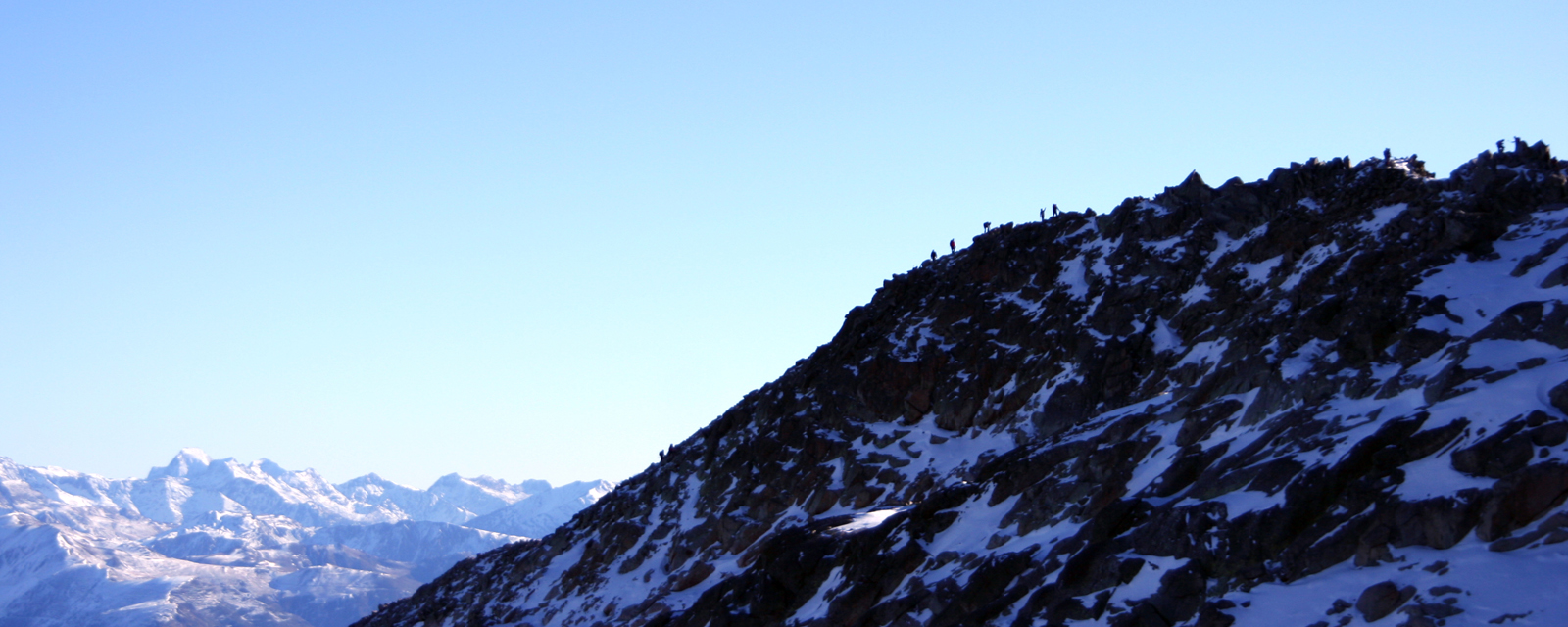
Excursionistas ascendiendo por la cresta de los portillones

Espoleados por el sufrido estado de sus glaciares, por la literatura que arrastra o, sencillamente, por ser la cumbre del Pirineo, enseñarse en todas las escuelas y ofrecer una vista única, una multitud de personas se dirigen en cualquier época del año al valle de Benasque tratando de alcanzar la cumbre del Aneto.
Si bien la mayoría de las rutas son fáciles, se trata de una cima exigente a causa de factores como el desnivel acumulado a superar, la cota y la presencia del glaciar. La ascensión del Aneto excede la categoría de excursionismo o senderismo, y entra en el ámbito del alpinismo.
Por todas las rutas y en todas las épocas del año se requieren botas duras de montaña, crampones, piolet, ropa de abrigo e impermeable, guantes y gafas. En las rutas de dificultad o para personas con vértigo, además, cuerda y arnés o vaga con mosquetón.
Atención especial merece la travesía del glaciar, que siempre conlleva riesgos. Además, a causa de las frecuentes tormentas que se producen durante la tarde, es habitual que los que pretenden alcanzar la cumbre inicien la ascensión de madrugada para llegar pronto a la cima.
Esta cima es una de las más ascendidas de la cordillera, sobre todo en verano. Casi todos los años hay alguna víctima mortal.

### Aproximación

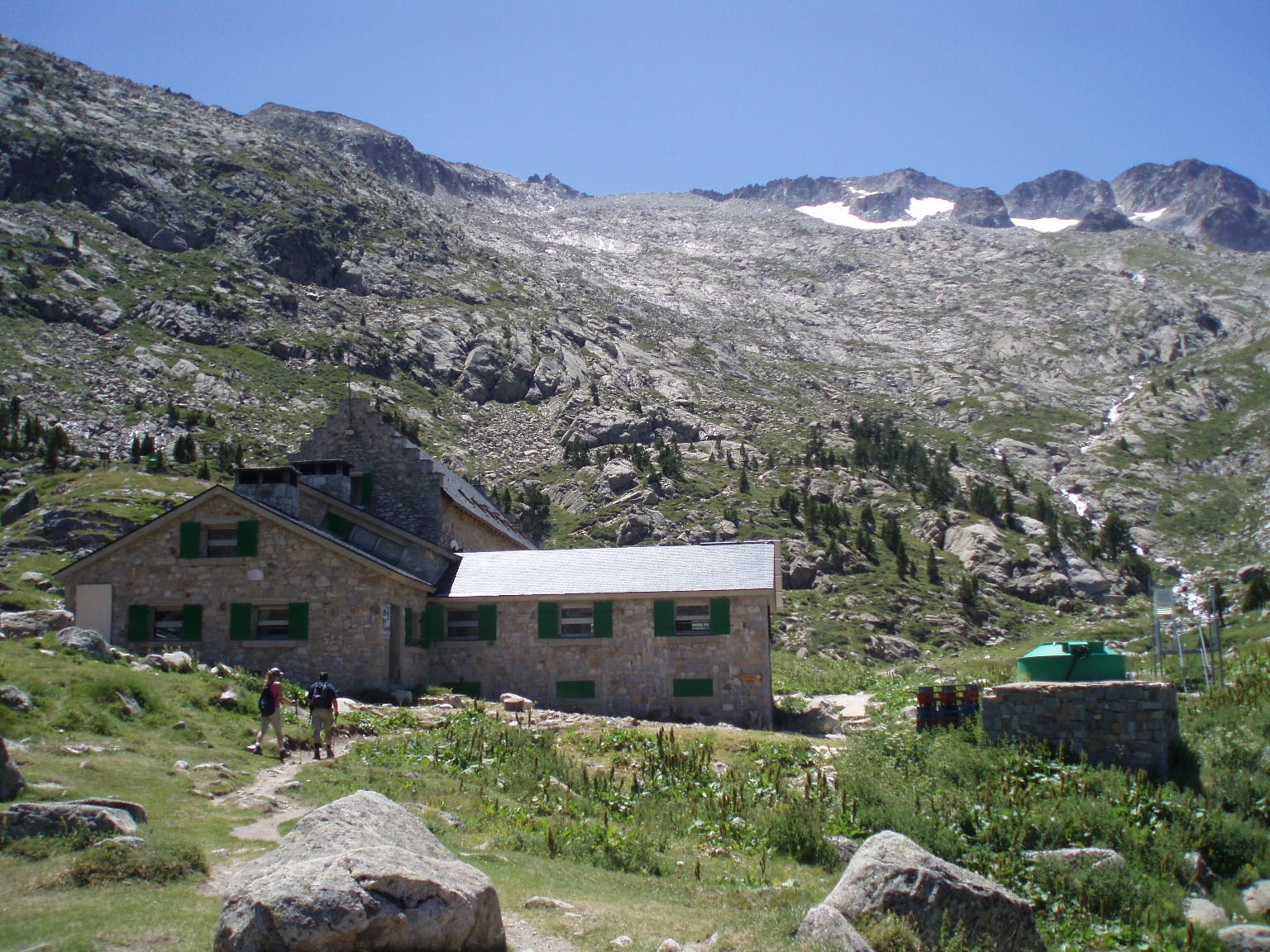
Refugio de la Renclusa y el glaciar de la Maladeta detrás

Desde Benasque, el curso del río Ésera lleva a la cola de la presa de Paso Nuevo, donde se encuentra el plan de Senarta. Desde allí se puede tomar la pista que sube por el valle de Vallibierna (unos 8 km) hasta el puente de Coronas (1950 m), junto a un refugio de pescadores no guardado.
Por el contrario, la carretera llega al plan del Hospital y luego al plan de la Besurta (1900 m). A partir de ahí, convertido en camino y luego en sendero, se accede, en unos 45 minutos, al refugio de La Renclusa (2160 m).
Durante todo el verano están cerrados al tráfico particular tanto la pista de Vallibierna como la de la Besurta desde el vado del hospital. Existe un servicio de autobuses desde Benasque que permite acceder tanto al puente de Coronas como a la Besurta. En invierno, la nieve impide el acceso desde el hospital hacia el refugio.

### Ruta normal (F+)
La Besurta - La Renclusa - Portillón Superior - Glaciar del Aneto - Collado de Coronas - Paso de Mahoma - Cima (1504 m de desnivel)

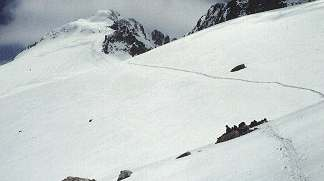
Vista del Aneto (glaciar y cima) desde el Portillón Superior.

Sale de La Besurta (1900 m) por el camino de La Renclusa, perfectamente indicado. Desde allí (2149 m) surge un camino pedregoso marcado por numerosos hitos. La ruta toma dirección SE, paralela a la cresta de los portillones, que asciende desde la base del pico de la Renclusa hasta el Pico de la Maladeta.
Se puede atravesar la cresta por el portillón inferior (2738 m) o por el superior (2870 m). Los portillones son huecos en la cresta que comunican el glaciar de la Maladeta con el del Aneto. En verano es más recomendable pasar por el superior, para alcanzar el glaciar con más altura y acortar el paso entre los bloques, muy peligrosos con hielo. También se puede subir desde el inferior al superior por la propia cresta.
Una suave diagonal a través del glaciar asciende al collado de Coronas (3198 m).
Después espera una fuerte pendiente de nieve, hasta llegar a la antecima y el "Paso de Mahoma" (de unos 30 m), de poca dificultad (II) pero muy aéreo y expuesto. En fines de semana y festivos de verano hay tales aglomeraciones que su paso llega a ser más molesto que peligroso.
El descenso se puede hacer por la misma ruta o, si hay nieve abundante, por la izquierda del glaciar hasta el plan de Aigualluts. Esta es la mejor opción cuando se sube en invierno o primavera con esquís de travesía.
Por la derecha del glaciar se llega al valle de Barrancs, a través del cual también se llega al plan de Aigualluts.

### Ruta de Coronas

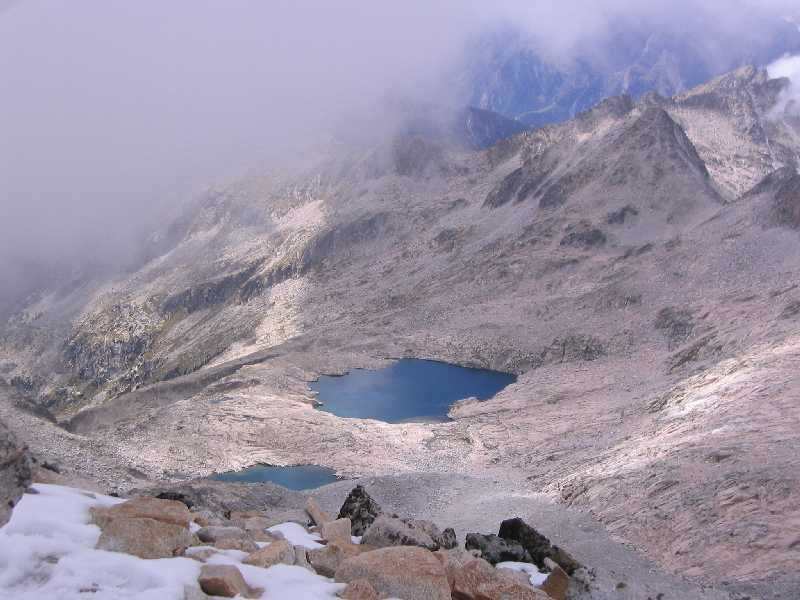
Ibones de Coronas desde la cumbre del Aneto (3404 m) en los montes Pirineos (España).

Senarta - Vallibierna - Puente de Coronas - Ibones de Coronas - Glaciar de Coronas - Collado de Coronas - Paso de Mahoma - Cima (1454 m de desnivel)
La ruta comienza en el puente de Coronas (1950 m), junto al refugio de pescadores, a unos 8 km de pista desde el plan de Senarta.
Por el antiguo camino maderero (actual GR-11), a los 10 minutos hay un desvío a la izquierda en dirección al valle de Coronas. Un sendero bien marcado llega al ibonet de Coronas (2230 m).
Siguiendo los hitos o mojones de piedras se llega al segundo ibón de Coronas (2725 m). Por la derecha del mismo se alcanza la morrena del casi extinguido glaciar de Coronas, con nieve en invierno y primavera y piedras en verano y otoño. Al final de la ascensión, y tras una corta trepada, se alcanza el collado de Coronas (3198 m).
Una vez en el collado la ruta hasta la cima sigue el mismo camino que en la Normal, al igual que el descenso.

### Ruta del valle de Barrancs

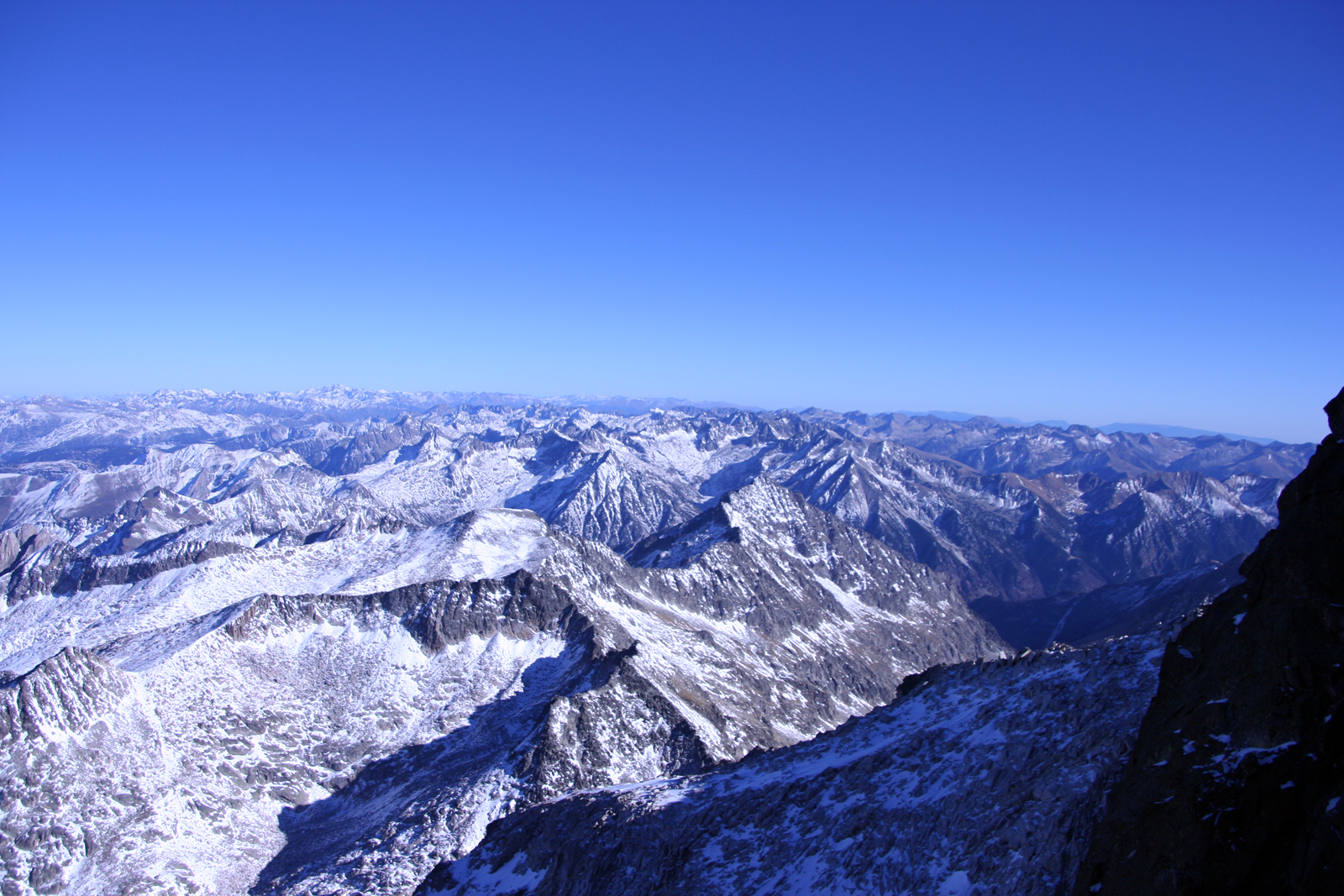
Vista del pirineo oriental desde la cima del Aneto

Llanos de la Besurta - Plan de Aigualluts - Glaciar del Aneto - Paso de Mahoma - Cima (1504 m de desnivel)
Esta es la ruta más utilizada por los esquiadores de montaña para descender el Aneto, pues ofrece una baja ininterrumpida de más de mil doscientos metros, una de las mejores de toda la cordillera. Esta gran pendiente uniforme y constante es la principal causa de que no se utilice mucho para subir.
Parte de los Llanos de la Besurta camino del refugio, pero en breve hay que coger otro sendero bien marcado que se dirige hacia el Plan de Aigualluts.
Allí existen dos alternativas: tomar un camino señalizado con hitos al lado de la cabaña metálica verde que hay en el extremo norte del Plan, o seguir hasta el fondo y remontar el río Barrancs hasta prácticamente el estrechamiento sobre el que está el lago de Barrancs.
La nieve llega muy abajo hasta junio, y cuando se va deja al descubierto grandes pedreras y más arriba un lecho rocoso pulimentado por el glaciar en retroceso. Mucho más arriba aparecerá el hielo negro que no ha de abandonarse hasta el collado de Coronas. Aquí la ruta se une a la de los Portillones. Pero si se desea, no es necesario llegar hasta el collado pues la pendiente cimera puede ser atacada directamente. Cuando la nieve se ha retirado, esta larga subida contiene hitos que marcan varios posibles caminos. El problema que produce esta inflación de hitos y la falta de un camino bien definido no es muy grave, pues el Aneto marcará el rumbo sobre el escalador.

### Ruta por la espalda del Aneto
Llanos de la Besurta - Lago de Barrancs - Glaciar de Barrancs - Cima (1500 m de desnivel)

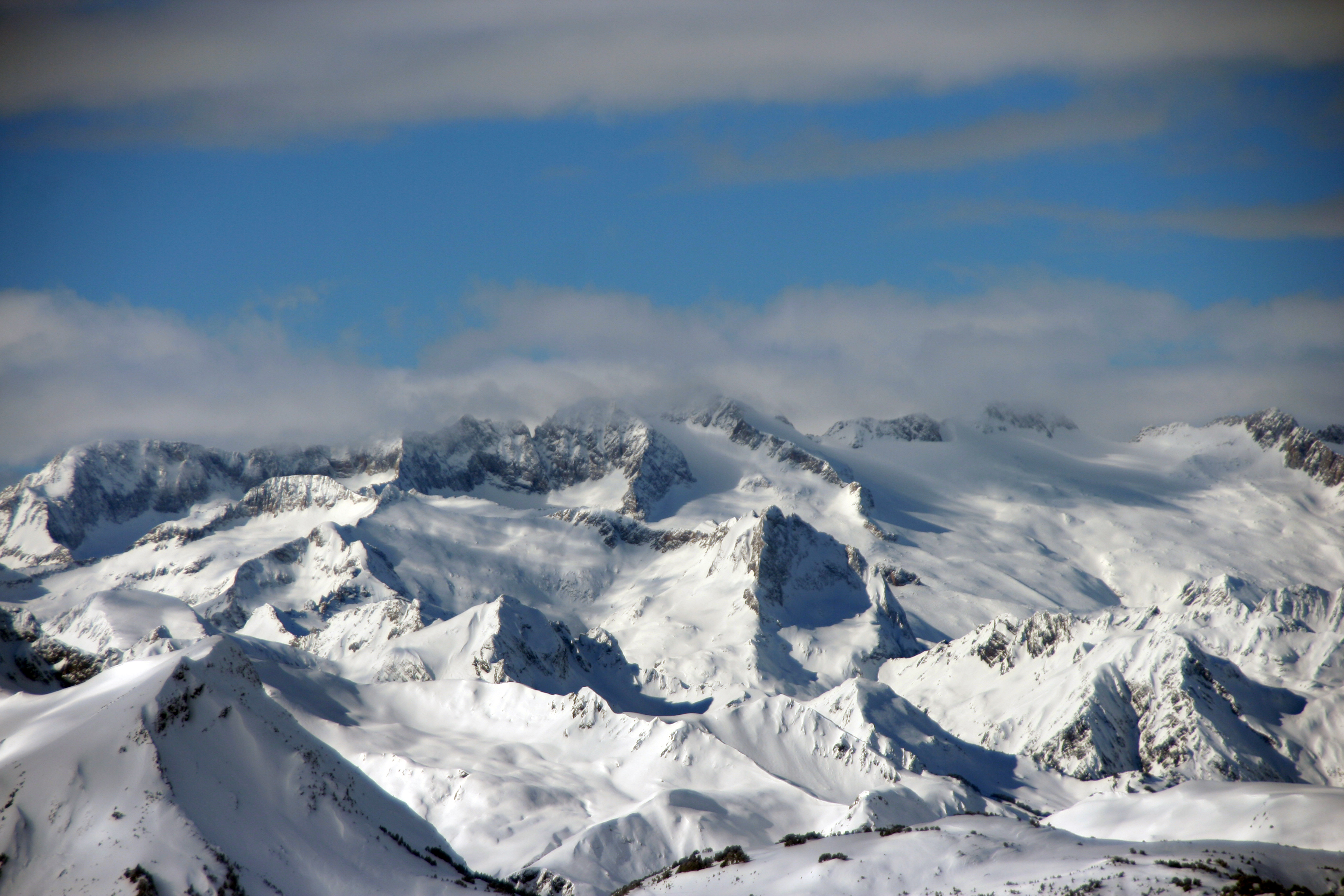
Macizo de la Maladeta desde el noreste, en un punto del Valle de Arán

Es una ruta muy larga y de alguna manera comprometida, más que por su dificultad por lo remota que está y porque cuando la nieve se retira puede ser muy fatigoso subir por las pedreras del circo. Es mucho más cómodo atacarla cuando la nieve baja al menos hasta los 2600 metros de altitud.
El principal atractivo de esta ruta reside en que no la utiliza nadie, aun sin ser más difícil que la masificada de los Portillones. Está considerada por muchos la forma más emocionante de llegar a la cumbre sin recurrir a la escalada. Esta ruta es en realidad una variante de la ruta de Barrancs con la que comparte camino hasta muy cerca del lago de Barrancs.

Allí sigue por el valle, supera el fuerte escalón que embalsa el lago y una vez rebasada la arista Norte, que baja directamente del Aneto, gira noventa grados hacia el suroeste y comienza a subir por el impresionante circo este del Aneto hasta el glaciar de Barrancs.

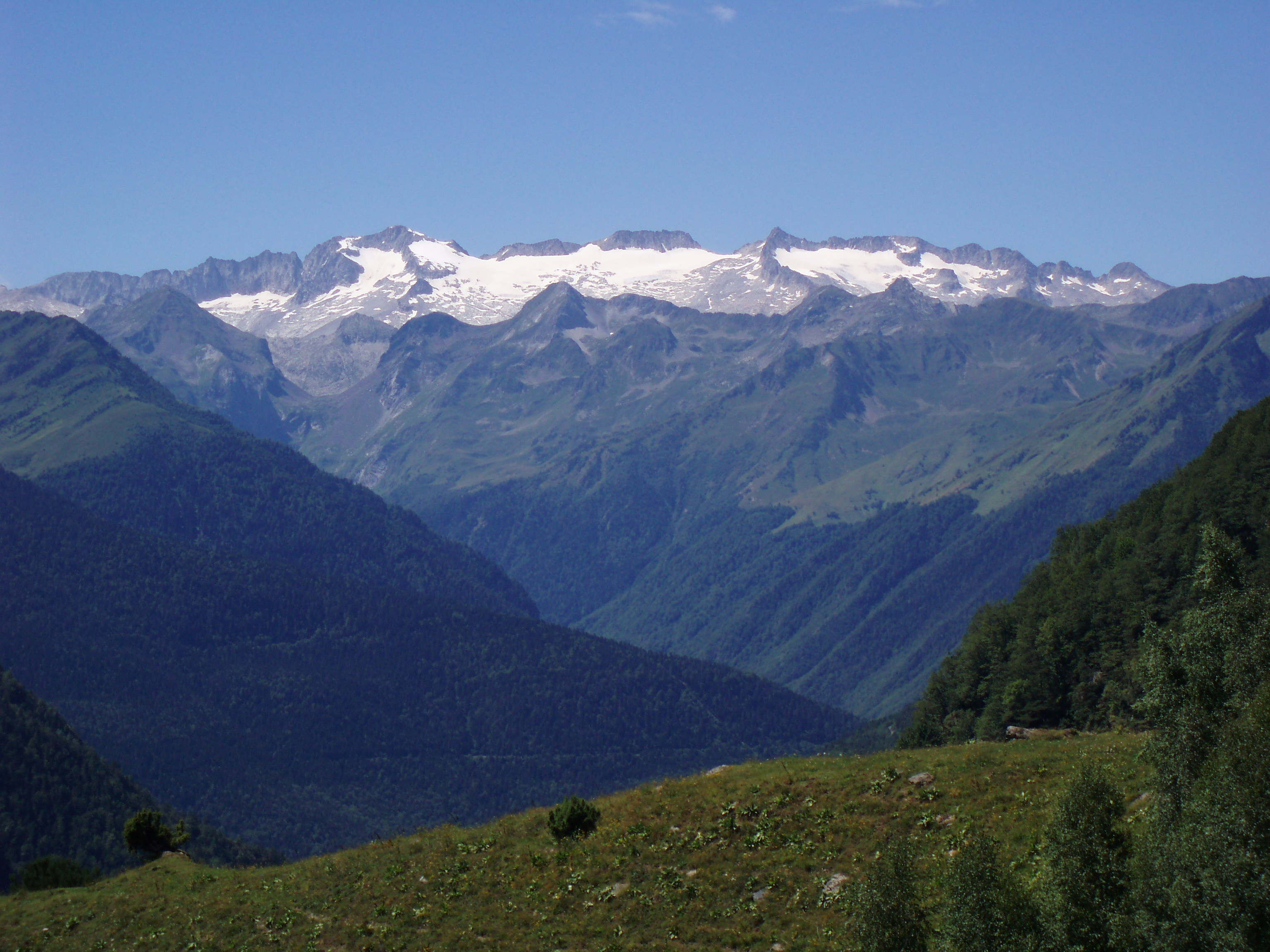
Macizo de la Maladeta, cuya máxima cota es el Aneto, en la izquierda de la imagen.

El glaciar de Barrancs se empina de forma considerable en su tramo final. Tras superarlo desembocaremos en la Espalda de Aneto, a 3350 metros de altitud. Desde allí solo hay que seguir la fácil cresta hasta la cumbre, sin pasar por el paso de Mahoma.

### Otras rutas
- Vía de los descalzos
- Cresta
- Corredor Estasen
- Renclusa-Aigualluts[22]